# Redada del bar Abanicos
La redada del bar Abanicos fue una incursión policial que tuvo lugar la noche del 14 de junio de 1997 en un establecimiento para público LGBT ubicado en la ciudad de Cuenca, Ecuador. Durante la incursión, la policía arrestó a personas homosexuales y transgénero que habían acudido al bar Abanicos por motivo de la elección de la primera reina gay de la ciudad. Los detenidos sufrieron torturas y violaciones en el interior de la cárcel, bajo el consentimiento de la policía.
El hecho generó reacciones de rechazo a nivel nacional y fue el detonante para que distintos sectores LGBT se organizaran por primera vez en el país e iniciaran una campaña por la despenalización de la homosexualidad en Ecuador, que en noviembre del mismo año logró su objetivo cuando el Tribunal Constitucional declaró que el primer inciso del artículo 516 del Código Penal, en el que se criminalizaba la homosexualidad con una pena de cuatro a ocho años, era inconstitucional.

## Desarrollo
Abanicos Bar era un popular establecimiento ubicado en las calles Vargas Machuca y Juan Jaramillo, en el que la noche del 14 de junio de 1997 se estaba realizando la elección de la primera reina gay de Cuenca. En el evento habían participado cuatro candidatos, entre los que Patricio Cuéllar, conocido como «Brigitte», fue nombrado ganador. Luego de la elección se realizó una fiesta en el bar y, pasadas las once de la noche, miembros de la policía comandados por el intendente Diego Crespo irrumpieron en el lugar y procedieron a detener a los asistentes al evento, a los que separaban en una fila para «heterosexuales» y otra para «maricones». Ante la resistencia que opusieron varios de los presentes a la aprehensión, los policías hicieron uso de la fuerza, producto de lo cual varias personas resultaron heridas. Algunos de los asistentes lograron escapar en medio del caos a través de una ventana ubicada en la parte posterior del bar.
Cuéllar estuvo entre los apresados y fue llevado al centro de detención por los gendarmes, quienes impidieron que se quitara el vestido y la banda de reina durante los tres días que estuvo detenido.
 El evento sería relatado por las autoridades posteriormente en términos homófobos en los medios de prensa, entre ellos el mismo intendente Crespo, quien aseveró que lamentaba que ocurrieran «atentados contra la moral como éste» en Cuenca.
Al llegar al centro de detención preventiva de la ciudad, los detenidos fueron encerrados con el resto de presos en condiciones de hacinamiento. Cuéllar y otros de sus compañeros fueron repetidamente violados por varios reos. En lugar de socorrerlos, los policías que presenciaban la escena optaron por vender preservativos a los presos por 5000 sucres la unidad. En medio de las agresiones uno de los detenidos sufrió un ataque epiléptico, pero cuando pidieron ayuda uno de los policías respondió: «déjenle que se muera, un maricón menos, mucho mejor». Los detenidos sufrieron además torturas por parte de algunos policías, quienes los sacaban de las celdas para patearlos, escupirlos, humillarlos, sumergir sus cabezas en inodoros y darles descargas eléctricas.
Existen distintas versiones sobre la cifra exacta de detenidos. De acuerdo con un artículo publicado por el diario El Tiempo, dos días después del hecho, durante el operativo, la policía arrestó a 63 personas, cifra corroborada por el intendente Diego Crespo. Sin embargo, días más tarde el mismo diario bajó la cifra a diez personas y justificó la detención al aseverar que los detenidos «protagonizaban escándalos». El diario El Comercio elevó la cifra a cien personas apresadas, al igual que El Telégrafo. La Comisión Internacional Gay y Lesbiana de Derechos Humanos, por su lado, habló de 14 apresados. Años más tarde, Cuéllar reafirmó la cifra de 63 detenidos.

## Hechos posteriores
Los detenidos fueron liberados el 16 de junio, aunque el intendente Crespo intentó impedir que Cuéllar saliera de prisión. En los días siguientes, la prensa local empezó a publicar noticias respecto a la redada con titulares discriminatorios, como «Clausuran antro de homosexuales» o «Presos por fiesta sodomita», además de una caricatura homófoba publicada en el diario El Tiempo que mostraba a Cuéllar y al intendente Crespo.
Cuéllar y un amigo suyo se reunieron el día en que fueron liberados con Jaime Terreros, un activista LGBT de la ciudad, y le relataron lo ocurrido. Terreros decidió poner una denuncia en la Comisión de Derechos Humanos de Azuay y acercarse personalmente a los medios de comunicación de la ciudad para exigir un trato menos discriminatorio y relatar los abusos sufridos durante las detenciones, lo que generó una cobertura más positiva, en particular al considerar que entre los detenidos se encontraban miembros de familias de la clase alta cuencana. Sin embargo, realizar la denuncia provocó que Terreros fuera acosado por la policía durante meses, mientras que Cuéllar perdió su trabajo en una peluquería.
Poco después, estudiantes de la Facultad de Artes de la Universidad de Cuenca decidieron realizar una instalación en el parque Calderón en favor de la diversidad sexual, pero la municipalidad negó los permisos correspondientes por la influencia de personas cercanas al Opus Dei. No obstante, los estudiantes ignoraron la negativa y se reunieron en el parque durante la madrugada para armar la instalación, que incluía una cama con un cartel que decía «Sáquenme de aquí» y condones de colores llenos de agua. Monseñor Luis Alberto Luna Tobar se mostró a favor de la manifestación y durante una misa habló a favor del respeto a las personas homosexuales.
A los diez días de la redada, el diario El Comercio realizó un seguimiento a los hechos y reportó que, de acuerdo con la policía, la causa oficial de la detención había sido «escándalo público» y «vestimenta indecorosa». Sin embargo, el propio intendente Crespo reconoció que los detenidos no habían participado en peleas ni se encontraban semidesnudos. El reporte del diario también reveló que la redada se había realizado luego de que la policía recibiera una carta el 30 de mayo del mismo año, con firmas de moradores del lugar y apoyada por la facultad de jurisprudencia de la Universidad Católica de Cuenca, donde se pedía que se cerrara el bar debido a la «conducta inmoral» de la clientela y el «escándalo» que generaban. Esto a pesar de que la cuadra contaba con dos bares adicionales.

### Despenalización de la homosexualidad
Los hechos ocurridos en Abanicos llegaron al conocimiento de la fundación quiteña FEDAEPS gracias al contacto de un miembro de la organización cuencana la Pájara Pinta, que había sido dirigida por el entonces gobernador de Azuay, Felipe Vega de la Cuadra. Los activistas Orlando Montoya, miembro de FEDAEPS, y Neptalí Arias, miembro de Famivida, viajaron a Cuenca y tuvieron reuniones con activistas y personalidades cuencanas, una de ellas el gobernador Vega, quien denunció el proceder de la policía durante la redada.
A raíz del hecho, las organizaciones FEDAEPS, Famivida, Tolerancia y Coccinelle decidieron formar un solo frente bajo el nombre Triángulo Andino para luchar por la despenalización de la homosexualidad y protestar contra los abusos cometidos contra personas de la diversidad sexual. Luego de las primeras conversaciones, se decidió presentar una acción de inconstitucionalidad contra el artículo 516 del Código Penal, que criminalizaba la homosexualidad con pena de cuatro a ocho años. Gran parte de la campaña tuvo lugar en Quito, donde activistas del grupo llevaron a cabo la primera manifestación de personas LGBT en la historia del país, el 27 de agosto de 1997.
La acción de inconstitucionalidad fue presentada en el Tribunal en septiembre de 1997, tras recolectar 1400 firmas de apoyo. El 25 de noviembre del mismo año, los nueve vocales del Tribunal Constitucional fallaron por unanimidad a favor de la derogación del primer inciso del artículo 516. La decisión fue publicada en el Registro Oficial dos días después, con lo que la homosexualidad en Ecuador quedó despenalizada.